# Dino De Laurentiis
Agostino "Dino" De Laurentiis (Torre Annunziata, 8 de agosto de 1919 — Los Angeles, 10 de novembro de 2010) foi um produtor de cinema italiano. Atuou na produção de mais de 160 filmes durante a sua carreira, dos clássicos italianos às grandes produções de Hollywood. É famoso por sua parceria com diretores italianos do pós-guerra, como Federico Fellini e Roberto Rossellini.

## Carreira como produtor cinematográfico
De Laurentiis iniciou seus estudos de cinema aos 17 anos, e aos 20 já tinha seu nome nos créditos, como produtor, tornando-se referência do cinema neorrealista italiano. Serviu ao exército italiano durante a Segunda Guerra Mundial, e após o fim do conflito, voltou ao trabalho de produtor, conseguindo seu primeiro sucesso com Arroz Amargo, em 1949, do diretor Giuseppe De Santis.
No início da década de 1950 fundou sua própria produtora, em sociedade com Carlo Ponti, a Ponti-De Laurentiis, que realizou inúmeros longas-metragens de sucesso. Foi com sua produtora que alcançou o Óscar de melhor filme em língua estrangeira, com A Estrada da Vida (1954) e Noites de Cabíria (1956), de Federico Fellini. A parceria com Ponti durou até 1957, e após o rompimento, construiu seu próprio estúdio em Roma, chamado de Dinocitta, onde foram filmados O estrangeiro (1967), de Luchino Visconti; Barbarella (1968), de Roger Vadim, e Waterloo (1971), de Sergei Bondarchuk. Sua empreitada como proprietário de estúdio fracassou, ficando endividado, e então se mudou para os Estados Unidos.
De Laurentiis não se limitou a um gênero de filme, trabalhando com adaptações de quadrinhos, filmes-catástrofe, de temas religiosas, entre outros. Entre suas obras estão Silver Bullet, Serpico, Os Três Dias do Condor, Flash Gordon, Duna, Comboio do Terror, Uma Noite Alucinante 3, Corpo em Evidência, Hannibal, Dragão Vermelho e os dois filmes de Conan com Arnold Schwarzenegger: Conan the Barbarian e Conan the Destroyer e um de Red Sonja, estrelado por Brigitte Nielsen.

## Vida Pessoal
De Laurentiis casou-se com a atriz e modelo Silvana Mangano em 1949, e tiveram quatro filhos, e se separaram em 1988. Foi casado mais duas vezes, tendo um total de 6 filhos. Um deles, Federico, morreu em 1981, durante as filmagens de um documentário sobre pesca. Em 1986 tornou-se cidadão norte-americano, no país onde montou seu próprio estúdio, DeLaurentiis Entertainment Group, na Carolina do Norte.

## Filmografia selecionada

### Produtor
| Ano  | Título (em inglês)                                             | Diretor                                                                                | Notas         |
| ---- | -------------------------------------------------------------- | -------------------------------------------------------------------------------------- | ------------- |
| 1946 | Black Eagle                                                    | Riccardo Freda                                                                         |               |
| 1946 | The Bandit                                                     | Alberto Lattuada                                                                       |               |
| 1947 | The Captain's Daughter                                         | Mario Camerini                                                                         |               |
| 1947 | Bullet for Stefano                                             | Duilio Coletti                                                                         |               |
| 1948 | Bitter Rice                                                    | Giuseppe De Santis                                                                     |               |
| 1948 | The Street Has Many Dreams                                     | Mario Camerini                                                                         |               |
| 1949 | The Wolf of the Sila                                           | Duilio Coletti                                                                         |               |
| 1951 | Anna                                                           | Alberto Lattuada                                                                       |               |
| 1952 | Europe '51                                                     | Roberto Rossellini                                                                     |               |
| 1952 | Toto in Color                                                  | Steno                                                                                  |               |
| 1953 | Funniest Show on Earth                                         | Mario Mattoli                                                                          |               |
| 1953 | The Unfaithfuls                                                | Mario Monicelli                                                                        |               |
| 1953 | Man, Beast and Virtue                                          | Steno                                                                                  |               |
| 1954 | La Strada                                                      | Federico Fellini                                                                       |               |
| 1954 | Attila                                                         | Pietro Francisci                                                                       |               |
| 1954 | Woman of Rome                                                  | Luigi Zampa                                                                            |               |
| 1954 | The Gold of Naples                                             | Vittorio De Sica                                                                       |               |
| 1954 | Poverty and Nobility                                           | Mario Mattoli                                                                          |               |
| 1954 | Where Is Freedom?                                              | Roberto Rossellini                                                                     |               |
| 1954 | A Slice of Life                                                | Alessandro Blasetti, Paul Paviot                                                       |               |
| 1954 | An American in Rome                                            | Steno                                                                                  |               |
| 1955 | Ulysses                                                        | Mario Camerini                                                                         |               |
| 1955 | The River Girl                                                 | Mario Soldati                                                                          |               |
| 1955 | Mambo                                                          | Robert Rossen                                                                          |               |
| 1955 | The Miller's Beautiful Wife                                    | Mario Camerini                                                                         |               |
| 1956 | War and Peace                                                  | King Vidor                                                                             |               |
| 1956 | Nights of Cabiria                                              | Federico Fellini                                                                       |               |
| 1958 | This Angry Age                                                 | René Clément                                                                           |               |
| 1958 | Tempest                                                        | Alberto Lattuada                                                                       |               |
| 1959 | The Great War                                                  | Mario Monicelli                                                                        |               |
| 1960 | Everybody Go Home                                              | Luigi Comencini                                                                        |               |
| 1960 | Five Branded Women                                             | Martin Ritt                                                                            |               |
| 1960 | Under Ten Flags                                                | Duilio Coletti                                                                         |               |
| 1960 | Crimen                                                         | Mario Camerini                                                                         |               |
| 1960 | The Hunchback of Rome                                          | Carlo Lizzani                                                                          |               |
| 1961 | The Last Judgment                                              | Vittorio De Sica                                                                       |               |
| 1961 | A Difficult Life                                               | Dino Risi                                                                              |               |
| 1961 | The Fascist                                                    | Luciano Salce                                                                          |               |
| 1961 | The Best of Enemies                                            | Guy Hamilton                                                                           |               |
| 1961 | Black City                                                     | Duilio Coletti                                                                         |               |
| 1962 | Mafioso                                                        | Alberto Lattuada                                                                       |               |
| 1962 | The Italian Brigands                                           | Mario Camerini                                                                         |               |
| 1963 | Il Boom                                                        | Vittorio De Sica                                                                       |               |
| 1963 | The Verona Trial                                               | Carlo Lizzani                                                                          |               |
| 1964 | My Wife                                                        | Luigi Comencini, Mauro Bolognini, Tinto Brass                                          |               |
| 1965 | Battle of the Bulge                                            | Ken Annakin                                                                            | Não creditado |
| 1966 | The Bible: In the Beginning                                    | John Huston                                                                            |               |
| 1966 | Kiss the Girls and Make Them Die                               | Henry Levin                                                                            |               |
| 1966 | Navajo Joe                                                     | Sergio Corbucci                                                                        |               |
| 1966 | The Hills Run Red                                              | Carlo Lizzani                                                                          |               |
| 1967 | The Stranger                                                   | Luchino Visconti                                                                       |               |
| 1967 | Matchless                                                      | Alberto Lattuada                                                                       |               |
| 1967 | The Witches                                                    | Luchino Visconti, Mauro Bolognini, Pier Paolo Pasolini, Franco Rossi, Vittorio De Sica |               |
| 1968 | Danger: Diabolik                                               | Mario Bava                                                                             |               |
| 1968 | Barbarella                                                     | Roger Vadim                                                                            |               |
| 1968 | Anzio                                                          | Edward Dmytryk, Duilio Coletti                                                         |               |
| 1968 | Bandits in Milan                                               | Carlo Lizzani                                                                          |               |
| 1968 | Caprice Italian Style                                          | Mauro Bolognini, Mario Monicelli, Pier Paolo Pasolini, Steno                           |               |
| 1969 | Fräulein Doktor                                                | Alberto Lattuada                                                                       |               |
| 1969 | Brief Season                                                   | Renato Castellani                                                                      |               |
| 1969 | The Bandit                                                     | Carlo Lizzani                                                                          |               |
| 1970 | A Man Called Sledge                                            | Vic Morrow                                                                             |               |
| 1970 | Waterloo                                                       | Sergei Bondarchuk                                                                      |               |
| 1970 | The Deserter                                                   | Burt Kennedy                                                                           |               |
| 1972 | The Valachi Papers                                             | Terence Young                                                                          |               |
| 1972 | The Assassin of Rome                                           | Damiano Damiani                                                                        |               |
| 1972 | The Most Wonderful Evening of My Life                          | Ettore Scola                                                                           |               |
| 1973 | Serpico                                                        | Sidney Lumet                                                                           |               |
| 1973 | Chino                                                          | John Sturges                                                                           |               |
| 1973 | Mean Frank and Crazy Tony                                      | Michele Lupo                                                                           |               |
| 1974 | Death Wish                                                     | Michael Winner                                                                         |               |
| 1974 | Two Missionaries                                               | Franco Rossi                                                                           |               |
| 1974 | Crazy Joe                                                      | Carlo Lizzani                                                                          |               |
| 1974 | Three Tough Guys                                               | Duccio Tessari                                                                         |               |
| 1975 | Mandingo                                                       | Richard Fleischer                                                                      |               |
| 1976 | King Kong                                                      | John Guillermin                                                                        |               |
| 1976 | Buffalo Bill and the Indians, or Sitting Bull's History Lesson | Robert Altman                                                                          |               |
| 1976 | Drum                                                           | Steve Carver                                                                           |               |
| 1976 | The Serpent's Egg                                              | Ingmar Bergman                                                                         |               |
| 1976 | The Shootist                                                   | Don Siegel                                                                             |               |
| 1977 | Orca                                                           | Michael Anderson                                                                       |               |
| 1978 | The Brink's Job                                                | William Friedkin                                                                       |               |
| 1978 | King of the Gypsies                                            | Frank Pierson                                                                          |               |
| 1979 | Hurricane                                                      | Jan Troell                                                                             |               |
| 1980 | Flash Gordon                                                   | Mike Hodges                                                                            |               |
| 1981 | Halloween II                                                   | Rick Rosenthal                                                                         |               |
| 1981 | Ragtime                                                        | Miloš Forman                                                                           |               |
| 1982 | Fighting Back                                                  | Lewis Teague                                                                           |               |
| 1982 | Conan the Barbarian                                            | John Milius                                                                            |               |
| 1982 | Amityville II: The Possession                                  | Damiano Damiani                                                                        |               |
| 1983 | Amityville 3-D                                                 | Richard Fleischer                                                                      |               |
| 1983 | Halloween III: Season of the Witch                             | Tommy Lee Wallace                                                                      |               |
| 1983 | Dead Zone                                                      | David Cronenberg                                                                       |               |
| 1984 | The Bounty                                                     | Roger Donaldson                                                                        |               |
| 1984 | Firestarter                                                    | Mark L. Lester                                                                         |               |
| 1984 | Conan the Destroyer                                            | Richard Fleischer                                                                      |               |
| 1984 | Dune                                                           | David Lynch                                                                            |               |
| 1985 | Maximum Overdrive                                              | Stephen King                                                                           |               |
| 1985 | Marie                                                          | Roger Donaldson                                                                        |               |
| 1985 | Silver Bullet                                                  | Daniel Attias                                                                          |               |
| 1985 | Cat's Eye                                                      | Lewis Teague                                                                           |               |
| 1985 | Year of the Dragon                                             | Michael Cimino                                                                         |               |
| 1985 | Red Sonja                                                      | Richard Fleischer                                                                      |               |
| 1986 | Crimes of the Heart                                            | Bruce Beresford                                                                        |               |
| 1986 | Raw Deal                                                       | John Irvin                                                                             |               |
| 1986 | Blue Velvet                                                    | David Lynch                                                                            |               |
| 1986 | Trick or Treat                                                 | Charles Martin Smith                                                                   |               |
| 1986 | Tai-Pan                                                        | Daryl Duke                                                                             |               |
| 1986 | Manhunter                                                      | Michael Mann                                                                           |               |
| 1986 | King Kong Lives                                                | John Guillermin                                                                        |               |
| 1987 | Million Dollar Mystery                                         | Richard Fleischer                                                                      |               |
| 1987 | Hiding Out                                                     | Bob Giraldi                                                                            |               |
| 1987 | Evil Dead II                                                   | Sam Raimi                                                                              |               |
| 1987 | The Bedroom Window                                             | Curtis Hanson                                                                          |               |
| 1987 | From the Hip                                                   | Bob Clark                                                                              |               |
| 1989 | Collision Course                                               | Lewis Teague                                                                           |               |
| 1990 | Sometimes They Come Back                                       | Tom McLoughlin                                                                         |               |
| 1990 | Desperate Hours                                                | Michael Cimino                                                                         |               |
| 1992 | Once Upon a Crime                                              | Eugene Levy                                                                            |               |
| 1992 | Kuffs                                                          | Bruce A. Evans                                                                         |               |
| 1992 | Army of Darkness                                               | Sam Raimi                                                                              |               |
| 1992 | Body of Evidence                                               | Uli Edel                                                                               |               |
| 1995 | Solomon & Sheba                                                | Robert Young                                                                           |               |
| 1995 | Slave of Dreams                                                | Robert Young                                                                           |               |
| 1995 | Rumpelstiltskin                                                | Mark Jones                                                                             |               |
| 1995 | Assassins                                                      | Richard Donner                                                                         |               |
| 1996 | Unforgettable                                                  | John Dahl                                                                              |               |
| 1996 | Bound                                                          | The Wachowskis                                                                         |               |
| 1997 | Breakdown                                                      | Jonathan Mostow                                                                        |               |
| 2000 | U-571                                                          | Jonathan Mostow                                                                        |               |
| 2001 | Hannibal                                                       | Ridley Scott                                                                           |               |
| 2002 | Red Dragon                                                     | Brett Ratner                                                                           |               |
| 2006 | The Last Legion                                                | Doug Lefler                                                                            |               |
| 2007 | Hannibal Rising                                                | Peter Webber                                                                           |               |
| 2007 | Virgin Territory                                               | David Leland                                                                           |               |

## Prêmios
Óscar
- 2001: Prêmio Memorial Irving G. Thalberg

David di Donatello
- 1957: melhor produtor (Le notti di Cabiria)
- 1961: melhor produtor (Tutti a casa)
- 1966: melhor produtor (La Bibbia)
- 1968: melhor produtor (Banditi a Milano)
- 2006: David del Cinquantenario